# Hou (toponyme)
Pour les articles ayant des titres homophones, voir Houe, Houx (homonymie), Ou et Où.
Pour les articles homonymes, voir Hou (homonymie).
L'appellatif toponymique Hou, le plus souvent suffixé -hou est caractéristique de la toponymie des territoires ayant connu un peuplement anglo-scandinave. Son origine remonte à l'époque de l'installation de Vikings (voire antérieurement) et d'autres colons d'origines diverses, notamment anglo-saxons. Ces colons parlaient le vieux norrois, le vieux danois et le vieil anglais.
L'appellatif toponymique suffixé -hou est attesté dans la toponymie de la Normandie occidentale et des îles Anglo-Normandes principalement. Il peut également être employé seul dans des microtoponymes du type le Hou.

## Description
En général -hou, le Hou remonte au saxon ou à l'anglo-saxon hōh, variante hō « talon », puis « promontoire en forme de talon, escarpement rocheux, rivage abrupt », ou encore « légère élévation »,,. Cet élément s'applique particulièrement bien aux îlots rocheux. 
-hou peut dans certains cas être issu du vieux norrois hólmr qui signifie « petite île » ou « îlot » ou encore « îlet ». Ce mot a donné holm dans le langage scandinave actuel comme dans Stockholm. Par contre, la forme la plus souvent attestée dans ce sens en Normandie est -homme et avec l'article le Homme, le Hom, le Houlme, diminutifs le Hommet, le Houmet.

## Normandie insulaire

### Bailliage de Guernesey

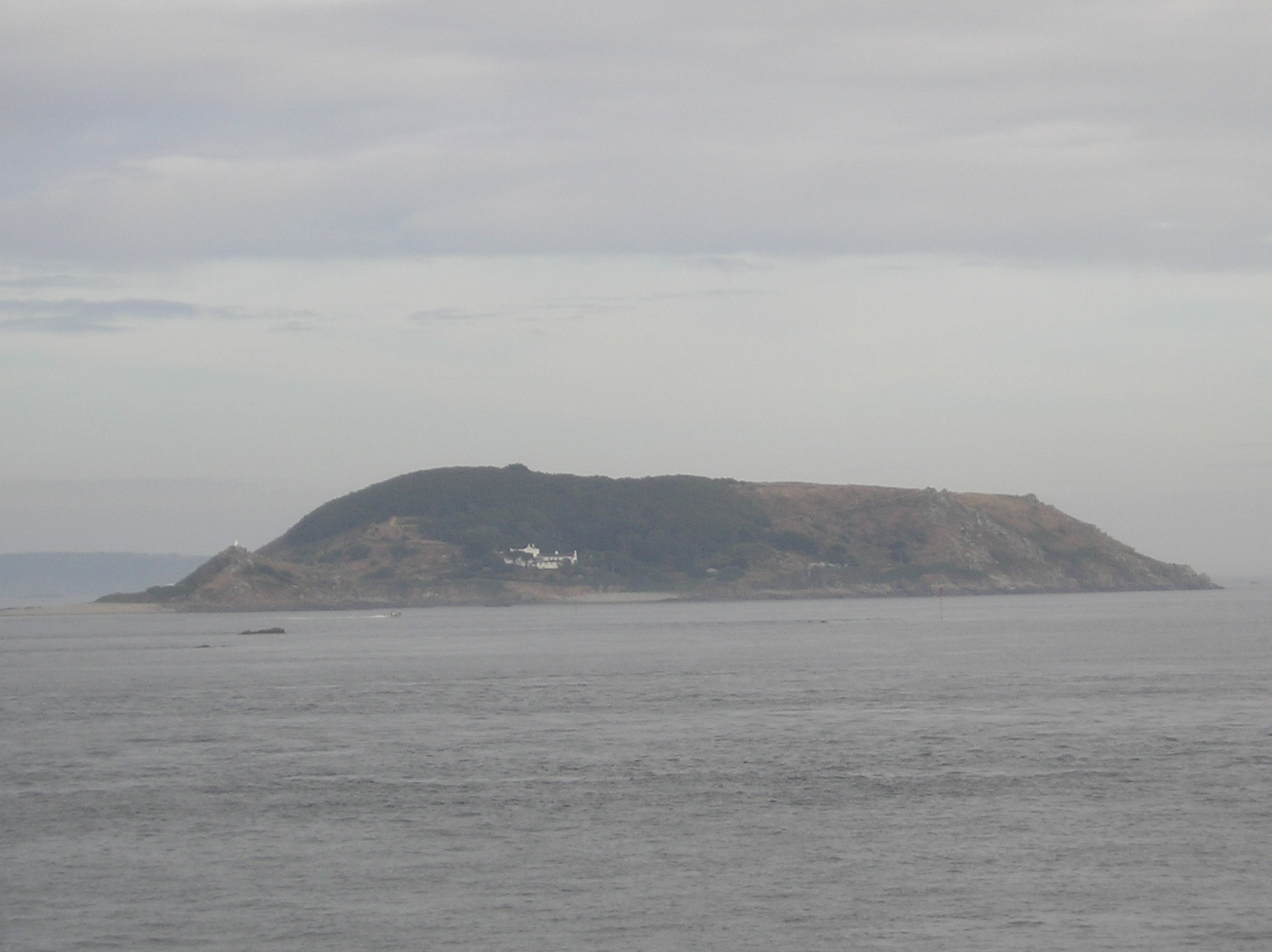
Vue de l'île de Jéthou.

- Guernesey
  - Lihou
  - Les Houmets
- Aurigny
  - Burhou
- Herm
  - Jéthou
  - Le Plat Houmet
- Sercq
  - Brecqhou

### Bailliage de Jersey

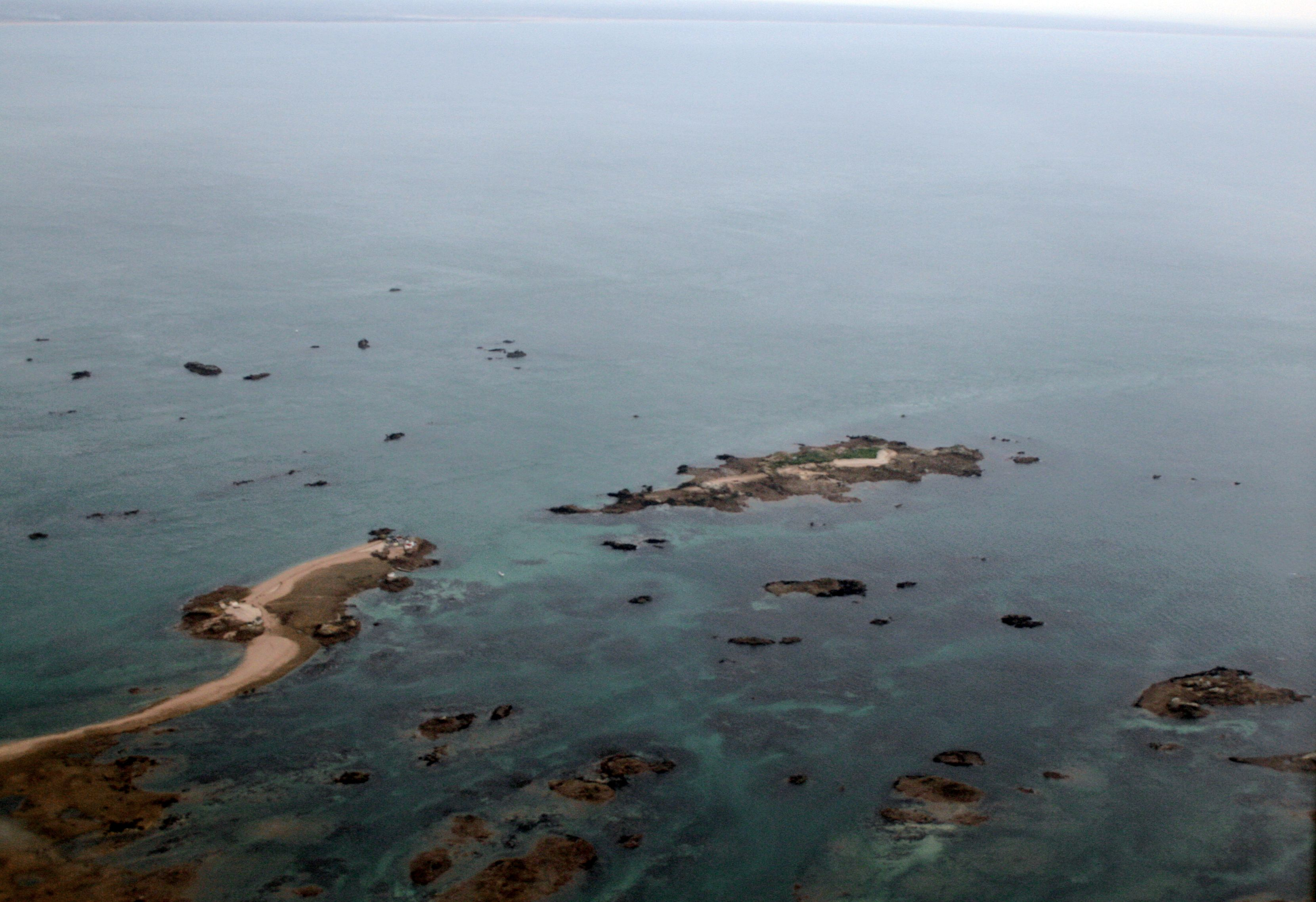
Vue aérienne des Écréhous.

- Les Écréhous
- Le Plat Hommet
- Le Hommet du Ouaisné
- Les Hommets
- La Rocco (de rocque-hou)
- Icho (de ic-hou)

## Normandie continentale

### Élément-hou
- Manche
  - Bléhou, hameau à Sainteny.
  - Bunehou, hameau et manoir à Saint-Germain-le-Gaillard.
  - Ingrehou, hameau à Saint-Sauveur-de-Pierrepont.
  - Cap Lihou, à Granville
  - Néhou, hameau à Auvers.
  - Nehou, hameau à Gatteville-le-Phare.
  - Primehou, hameau à Nay.
  - Tatihou
  - Quettehou
  - Néhou
  - Tribehou
- Eure
  - Quatre-houx (Catehou 1174, Cathoux sans date)
- Seine-Maritime
  - Le Conihout (Conihou fin XIIe siècle)

### VarianteHo- / Hau-
- Hautot
- Hotot

### Élément-homme, Houlme, Hom
- les Échommes, hameau à Saint-Senier-sous-Avranches (Eschehoume 1517)
- Suhomme, ancien hameau à Varaville (Suhomme 1753 - 1785)
- Robehomme
- Saint-Quentin-sur-le-Homme
- le Houlme
- le Hom